# Scilla siberica
Scilla siberica là một loài thực vật có hoa trong họ Măng tây. Loài này được Haw. miêu tả khoa học đầu tiên năm 1804.

## Hình ảnh

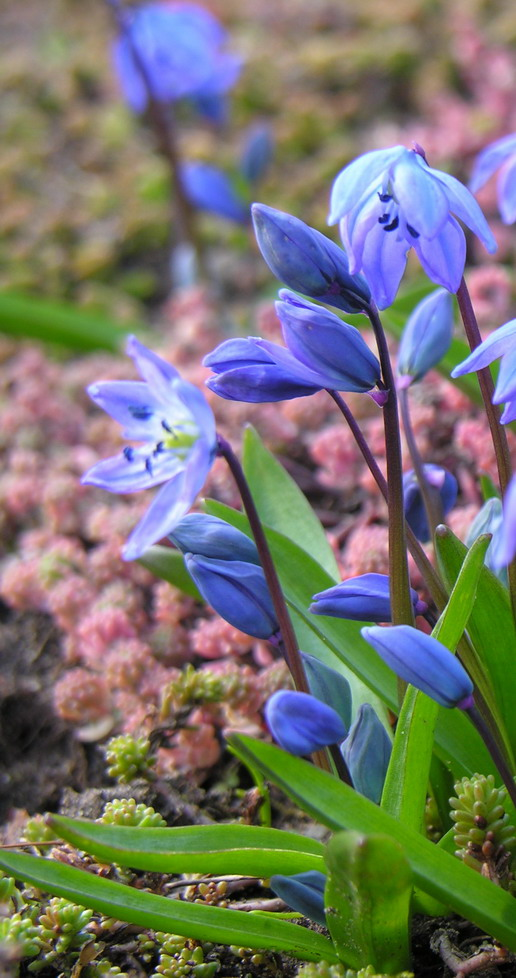
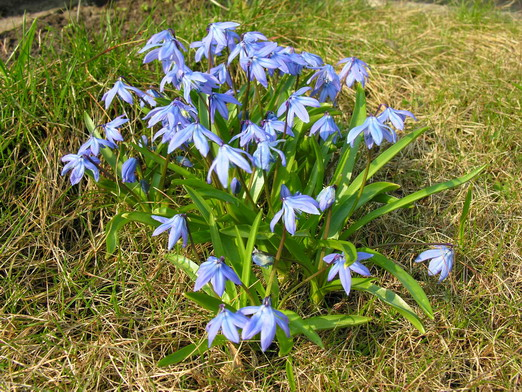
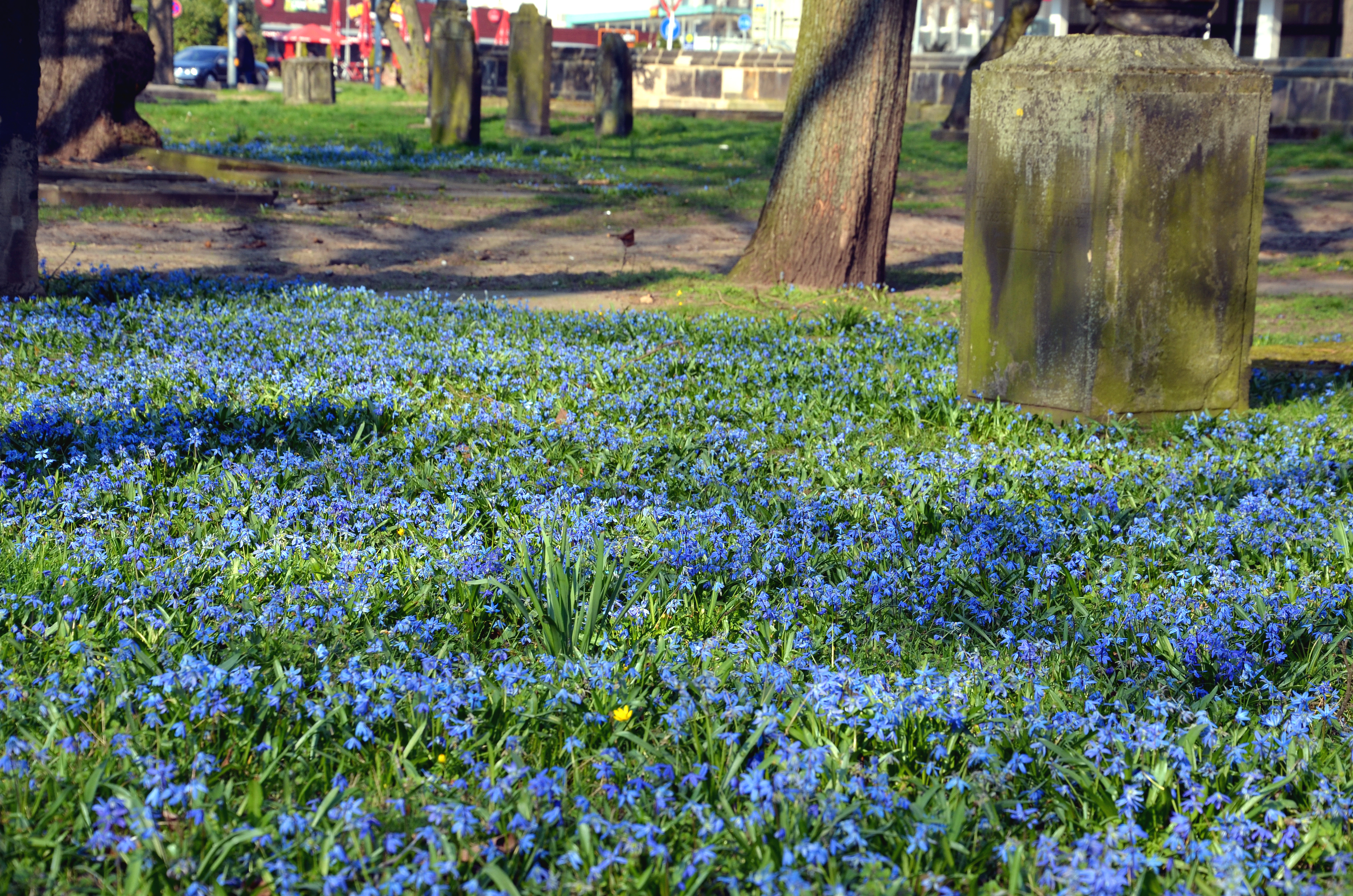
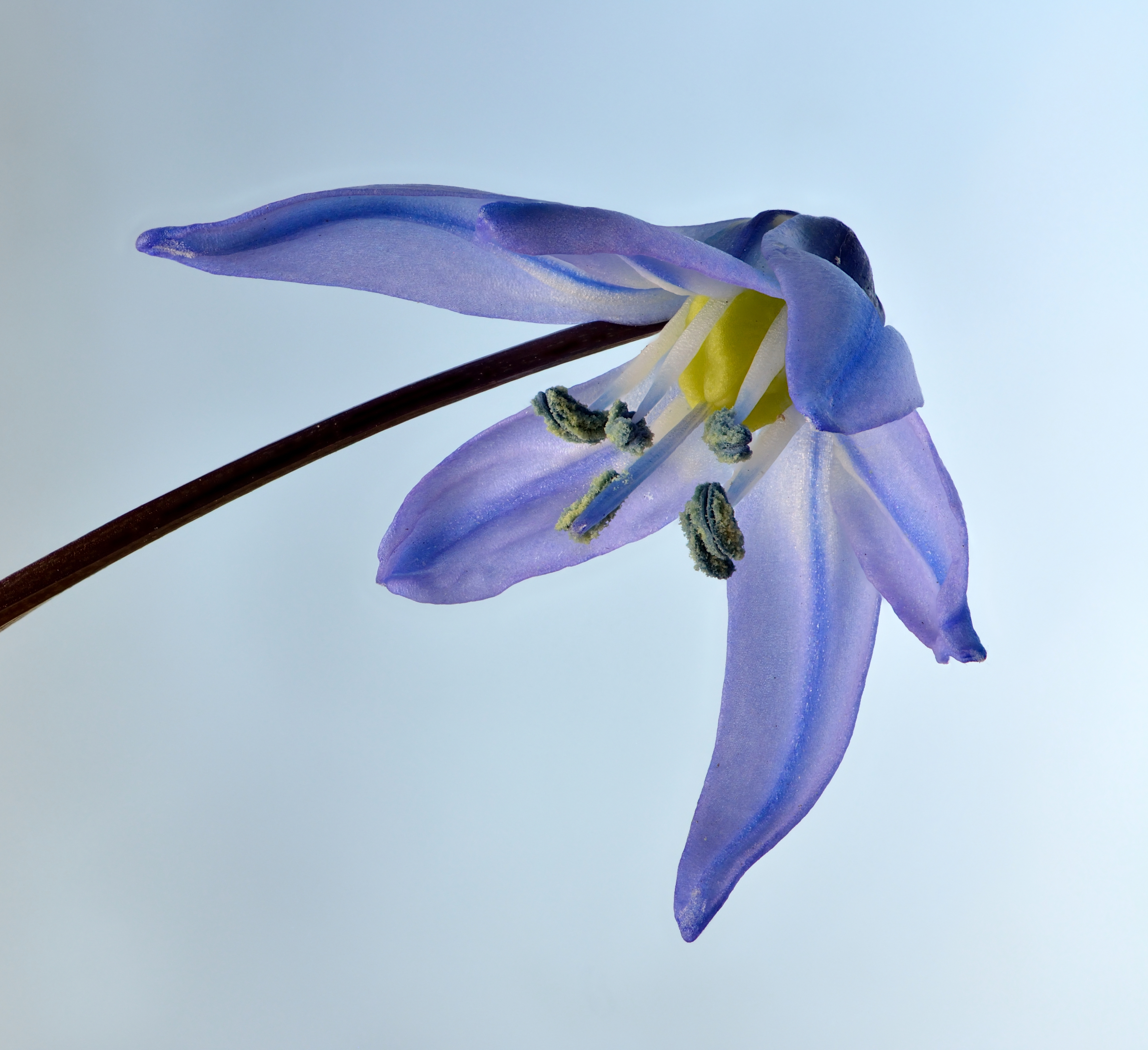